# Arne Stinus
Arne Stinus, født Arne Stinus Nielsen (7. juli 1932 i Vordingborg – 9. april 1995) var en dansk politiker, bror til Erik Stinus.
Han var søn af lærer og lærerformand Stinus Nielsen og Ketty Beckwith, blev student fra Vordingborg Gymnasium 1950 og tog lærereksamen fra Vordingborg Seminarium 1954. Han var lærer i Norge og Island 1957, i Vordingborg 1958-65, afbrudt af studietur til udviklingslande i Afrika, Asien og Latinamerika 1960-62, konsulent i Undervisningsministeriet 1964-65 og sekretariatschef i Dansk UNICEF Komité fra 1965.
Arne Stinus var fra 1968 til 1977, 1979 til 1981 og atter 1984 til 1987 medlem af Folketinget for Det Radikale Venstre, valgt i Næstvedkredsen. Han var medlem af delegationen til Europarådets rådgivende forsamling 1968-69, 1970-71 og 1973-75, af Danmarks delegation til FN's generalforsamling siden 1968, af regeringens nedrustningsudvalg fra 1968. Medlem af Dansk UNICEF Komités forretningsudvalg 1962-65, af den danske FN-forenings hovedbestyrelse 1962-70, formand fra 1970, landsformand for FN-forbundet fra 1970 og medlem af Det danske Selskabs styrelse fra 1968. 
Han blev gift 6. oktober 1962 med Chiyeko Koichi (født 12. juli 1939 i Tokyo), datter af administrerende direktør i Sony Corporation Koichi Kasahara (død 1964) og hustru Yoshiko Misumi.
Han er begravet på Vordingborg gamle Kirkegård.